# 图形渲染
图形渲染是通过计算机算法和技术将三维（3D）模型转换为可以在二维（2D）显示屏上查看的图像的过程。

## 概述
图形渲染是计算机图形学中的一个核心过程，包括生成视频游戏、虚拟现实、动画和其他虚拟视觉内容的图像。渲染过程通常需要考虑光照、材质、阴影、反射等多个因素，以创造出真实感或预期效果的可视图像。

## 渲染过程
- 几何阶段：处理3D模型和场景中的几何体，包括变换、裁剪和投影。
- 光栅化阶段：将几何体转换为像素，通常包括纹理映射、光照计算等步骤。
- 输出阶段：将最终的像素数据输出到屏幕或文件。

## 渲染技术
- 实时渲染[2]：强调图像生成的速度，用于视频游戏和交互式媒体。
- 预渲染：强调图像的质量和详细程度，常用于电影和动画制作。

## 渲染算法
- 光栅化渲染：通过计算每个像素的颜色和亮度来创建图像，常用于实时渲染。
- 光线追踪渲染：通过模拟光线与物体的相互作用来生成图像，强调真实感和高质量的输出。
- 路径追踪渲染：通过模拟光线路径和多次反射来生成图像，常用于超高真实感的图像生成。

## 应用
- 视频游戏
- 电影和动画
- 虚拟现实
- 建筑可视化

## 挑战
目前的图形渲染面临着在保持或提高图像质量的同时提高渲染效率的挑战，尤其在实时渲染和大规模场景渲染中。